# Bïa (chanteuse)
 (janvier 2020).
Si vous disposez d'ouvrages ou d'articles de référence ou si vous connaissez des sites web de qualité traitant du thème abordé ici, merci de compléter l'article en donnant les références utiles à sa vérifiabilité et en les liant à la section « Notes et références ».
Pour les articles homonymes, voir Bia et Krieger.
Bïa Krieger, Bïa de son nom d'artiste, est une chanteuse brésilienne, qui partage sa vie entre la France et le Québec.
Elle a trois ans lorsque les idées politiques de ses parents les conduisent sur les routes de l'exil, fuyant la dictature militaire brésilienne. Elle découvre, absorbe et aime de nouvelles cultures, nouveaux langages, nouveaux horizons. Ses racines latines, profondément sud-américaines marqueront pour toujours sa sensibilité. Chili, Pérou et Portugal sont les terres d'accueil de son enfance, la poésie de Pablo Neruda, Violeta Parra, Chico Buarque ou Atahualpa Yupanqui imprègnent son univers.
Lors de la promulgation de la Loi d'amnistie générale au Brésil, en 1980, la famille retrouve sa terre natale. Bïa y passe son adolescence et intègre l'Université de São Paulo à 18 ans, tentée par des études en journalisme. Déçue par l'ambiance académique, elle prend une année sabbatique et met le cap vers l'Europe dont la culture la fascine, par opposition à l'influence trop pesante des États-Unis au sein de la vie sud-américaine. Ce séjour provisoire finit par se prolonger indéfiniment, et Bïa s'installe en France.

## Parcours
Après quelques années voyageuses durant lesquelles elle s'imprégne profondément de la culture francophone, langue, musique, littérature et mode de vie, elle éprouve le désir de renouer avec la musique, passion et vocation de toujours jamais concrétisée professionnellement, et se met au travail : écriture, recherche de partenaires et de répertoire. Avec Dominique Bouzon, flûtiste virtuose toujours présente dans son groupe, Bïa enregistre une maquette qui est envoyée à Pierre Barouh. Celui-ci, au sein de sa maison de disques Saravah, tisse depuis longtemps des liens solides entre musiques brésilienne et francophone.
De cette rencontre fructueuse naît La Mémoire du Vent. Lancé en 1997, cet album récolte le Grand Prix de l’Académie Charles-Cros et rencontre l'adhésion du public et de la critique française. Plutôt francophone, elle y interprète les textes de l'auteur-compositeur Jean Duino, ainsi que ses propres adaptations en français (approuvées et appréciées par l'auteur) du grand poète Chico Buarque, ainsi que Georges Brassens en espagnol.
En 1998, Bïa enregistre la bande-annonce du film Hasards ou coïncidences, de Claude Lelouch, qui intègre en outre un des titres de son album à la trame sonore de son film (« A Volta do Malandro », de Chico Buarque).
Entre 1997 et 2000 elle partage la scène avec Pierre Barouh, Françoise Kucheida, Gérard Ansaloni et les artistes Saravah.
En 2000 arrive l'album Sources.
Sur des rythmes afro-brésiliens mêlés de samba, bossa nova et ballades, se marient les langues portugaise, espagnole, italienne, française (ses chansons " Les Mûres Sauvages " et " Sous le Vent du Monde ") ou anglaise (clin d'œil à ses amours d'enfance, les Beatles, dans un collage de " Golden Slumbers " avec " Ballade pour un Matin " de son auteur bien-aimé Jacques Higelin).
Cet album très acoustique laisse une large place à la virtuosité des instrumentistes qui y participent, et signe les retrouvailles de Bïa avec ses sources brésiliennes.
En 2003 sort son album Carmin. En 2006, elle s'établit au Québec, et sort l'album Cœur vagabond / Coração vagabundo, composé pour moitié d'adaptation de chansons françaises en portugais, et pour moitié de chansons brésiliennes en français. Ce dernier remporte le 23 octobre 2006 le prix de l'ADISQ du meilleur album de musique du monde québécois de 2006.
Au cours de l'année 2008 , elle publie l'album "Nocturno".
En 2009, son roman Les révolutions de Marina est publié, l'histoire s'inspirant de son enfance au Brésil.
Au cours de l'année 2014 , elle partage la scène avec Gianmaria Testa; à ses dires, cette aventure fut "mémorable". Début mars 2015, elle publie un album intitulé Navegar. Son frère Edu Krieger et plusieurs autres artistes collaborent à la réalisation de cet album, qualifié de "craquant et d'une rare beauté" par le critique du Voir.
Elle remporte en 2015, lors du 37e gala des prix Félix, le prix de l'album de l'année - Musiques du monde, pour Navegar,.
Elle se produit accompagnée de musiciens torontois lors d'un spectacle dans cette ville en 2018. Elle s'associe à Mamselle Ruiz pour former le duo des Bandidas en 2016 pour une tournée, et le duo fait paraître un album éponyme en 2017.

## Discographie
- 1997 : La Mémoire du vent
- 2000 : Sources
- 2003 : Carmin
- 2006 : Cœur vagabond
- 2008 : Nocturno
- 2015 : Navegar
- 2017 : Bandidas (avec Mamselle Ruiz)